# لوئی یوزف، دوفن فرانسه
لوئی یوزف، دوفن فرانسه (به انگلیسی: Louis Joseph, Dauphin of France); (۲۲ اکتبر ۱۷۸۱ – ۴ ژوئن ۱۷۸۹)، دوفن فرانسه و دومین فرزند و اولین پسر لوئی شانزدهم و ماری آنتوانت بود.
به‌عنوان پسر پادشاه فرانسه، او «فرزند فرانسه» نامیده می‌شد. لوئی یوزف در سن هفت سالگی بر اثر بیماری سل درگذشت و برادر چهار ساله‌اش لوئی شارل به عنوان دوفن جانشین او شد.

## زندگی‌نامه
لوئی یوزف خاویر فرانسوا دو فرانس در کاخ ورسای در ۲۲ اکتبر سال ۱۷۸۱ متولد شد. نام او برگرفته از دایی‌اش، یوزف دوم، امپراتور مقدس روم بود. کودک تازه متولد شده، دوفنی که انتظار تولدش می‌رفت، وارث تاج و تخت پدرش در فرانسه بود زیرا قانون سالیک، که زنان را از تاج و تخت محروم می‌کرد، در مورد خواهر بزرگترش، ماری ترز شارلوت، که مادام رویال بود (عنوانی برای خطاب کردن دوشیزه پادشاهی) اعمال می‌شد. تولد لوئی ژوزف امیدهای عمویش کنت دو پروونس را برای جانشینی برادرش لوئی شانزدهم از بین برد.
تیم خدمه خصوصی او در بدو تولد او ایجاد شد. او تحت مراقبت ویکتوریا دو روهان، پرستار فرزندان فرانسه بود؛ تا اینکه در سال ۱۷۸۲، یولاندا دو پولاسترون، دوشس دو پولیناک که یکی از افراد مورد علاقه مادرش بود جایگزین او شد. محافظ تحت نظارتش، مارشال آنتوان چارلز آگوستین دالونویل و دایه‌اش جنووانی پورتراین بود که بعدها متهم به انتقال بیماری سل به دوفن جوان شد.
لوئی ژوزف با خواهرش و پدر و مادرش که به‌دقت مراقب تحصیل او بودند بسیار صمیمی بود. او همیشه به دلیل اینکه کودکی بسیار باهوش نسبت به سن خود بود، تحسین می‌شد. با این حال، به زودی مشخص شد که او از وضع سلامتی شکننده‌ای برخوردار است.

## بیماری
حدود ماه آوریل سال ۱۷۸۴، هنگامی که سه سال سن داشت، لوئی یوزف دچار تب‌های شدیدی می‌شد که باعث شد به‌علت نگرانی از سلامتی وی، او را به قصر د لا موت منتقل کنند، مکانی که به داشتن هوایی با خواص درمانی مشهور بود. در مدتی که دوفن در کاخ د لا موت سپری کرد به‌نظر می‌رسید که این امر به درمان و بهبودی او کمک کرده و تقریباً یک سال بعد، در مارس ۱۷۸۵، به آنجا بازگشت و در برابر آبله مایه‌کوبی شد. با این حال، وضع سلامتی او شکننده باقی ماند.
در سال ۱۷۸۶، تب‌های او مجدداً بازگشتند؛ اما تیم خدمه‌اش آنها را بی‌اهمیت می‌دانستند درحالی که این تب‌ها از اولین نشانه‌های بیماری سل بودند. در همان سال تحصیلات لوئی یوزف طبق معمول پسران پادشاهان فرانسه به مردان واگذار شد. در این مراسم، به ناتوانی یوزف در راه رفتن پی‌برده شد که در واقع به دلیل انحنای ستون فقراتش بود و با استفاده از کرست‌های فلزی درمان می‌شد. در ژانویه ۱۷۸۸ تب‌ها بیشتر شدند و بیماری به سرعت پیشرفت کرد.
لوئی یوزف در قلعه مدون در تاریخ ۴ ژوئن سال ۱۷۸۹ با هفت و نیم سال سن درگذشت. او در سیزدهم ژوئن طی یک مراسم ساده در کلیسای سن-دنی دفن شد. در ۱۰ اوت سال ۱۷۹۳ بر اساس دستور کنوانسیون ملی فرانسه در طی حکومت وحشت، مقبره او همراه با مقبره پادشاهان و ملکه‌های فرانسه، اعضای خانواده سلطنتی، مقامات بلندپایه، و راهبان هتک حرمت شد.
با مرگ لوئی یوزف، مقام دوفن به برادر کوچک‌ترش لوئی چارلز، دوک نرماندی (۱۷۹۵–۱۷۸۵) رسید که او نیز در طی انقلاب فرانسه در زندان درگذشت.

## میراث

ملکه ماری آنتوانت به‌همراه فرزندانش

شهرستان دوفین، پنسیلوانیا که هریسبورگ در آن واقع شده بعد او نام‌گذاری گردیده‌است. مجلس قانون‌گذاری پنسیلوانیا، که در سال ۱۷۸۵ در فیلادلفیا تشکیل شد، نام شهرستان تازه تأسیس در شمال غربی لنکستر و شمال یورک را برای تشکر از فرانسه برای کمک به ایالات متحده برای کسب استقلال خود از امپراتوری بریتانیا این‌گونه نامید. در داخل این شهرستان، محله دوفین، که در سال ۱۸۴۵ به این نام نامگذاری شد، به‌طور غیرمستقیم نیز به نام لوئی یوزف اشاره دارد.